# Leichtathletik-Weltmeisterschaften 2022/Teilnehmer (Kirgisistan)
| Gelbes Symbol für Goldmedaillen mit stilisierten Olympischen Ringen | Graues Symbol für Silbermedaillen mit stilisierten Olympischen Ringen | Braundes Symbol für Bronzemedaillen mit stilisierten Olympischen Ringen |
| ------------------------------------------------------------------- | --------------------------------------------------------------------- | ----------------------------------------------------------------------- |
| —                                                                   | —                                                                     | —                                                                       |

Der Leichtathletik-Verband von Kirgisistan nahm mit einem Athleten an den Leichtathletik-Weltmeisterschaften 2022 in Eugene teil.

## Ergebnisse

### Männer

#### Laufdisziplinen
| Athlet                  | Disziplin | Vorlauf      | Vorlauf | Halbfinale | Halbfinale | Finale | Finale |
| Athlet                  | Disziplin | Zeit         | Platz   | Zeit       | Platz      | Zeit   | Platz  |
| ----------------------- | --------- | ------------ | ------- | ---------- | ---------- | ------ | ------ |
| Nursultan Kengeschbekow | 5000 m    | 14:15,59 min | 39      |            |            | DNQ    | DNQ    |